# Fraccionamiento COPROVI Bellavista
Fraccionamiento COPROVI Bellavista är en ort i Mexiko.   Den ligger i kommunen Tlaltenango de Sánchez Román och delstaten Zacatecas, i den centrala delen av landet, 500 km nordväst om huvudstaden Mexico City. Fraccionamiento COPROVI Bellavista ligger 1 709 meter över havet och antalet invånare är 292.
Terrängen runt Fraccionamiento COPROVI Bellavista är varierad. Runt Fraccionamiento COPROVI Bellavista är det ganska glesbefolkat, med 31 invånare per kvadratkilometer. Närmaste större samhälle är Tlaltenango de Sánchez Román, 3,3 km norr om Fraccionamiento COPROVI Bellavista. I omgivningarna runt Fraccionamiento COPROVI Bellavista växer huvudsakligen savannskog.